# Odontocera ochracea
Odontocera ochracea är en skalbaggsart som beskrevs av Monné och Magno 1988. Odontocera ochracea ingår i släktet Odontocera och familjen långhorningar. Inga underarter finns listade i Catalogue of Life.